# Astragalus josephi
Astragalus josephi är en ärtväxtart som beskrevs av E.Peter. Astragalus josephi ingår i släktet vedlar, och familjen ärtväxter. Inga underarter finns listade i Catalogue of Life.